# Nemzeti Tornacsarnok
A Nemzeti Tornacsarnok vagy Pesti Tornacsarnok egy régi budapesti sportcsarnok. Nem tévesztendő össze az azóta elpusztult Régi Nemzeti Tornacsarnokkal és a Budai Tornacsarnokkal.

## Története
A Pesti Torna Egyletet 1863-ban néhány fanatikus hazafi, Matolay Elek, Varga László, Dedinszky Kálmán, Kiss Ferenc és Guttmann Károly alapította, akik jelentős hozzájárulásával 1870-re felépült a Pesti Tornacsarnok a Budapest VIII. kerületében fekvő Szentkirályi utca 26. szám alatti telken, amely a hivatalos Nemzeti Torna Egylet nevet 1873-ban vette fel. A terveket a később híressé váló korabeli építész, Kallina Mór készítette el. Az 1950-es évektől a Budapesti Spartacus használta, amely a kisipari szövetkezeti dolgozók számára biztosította a sportolás lehetőségét. 2002-től a Józsefvárosi Torna Egylet és a szomszédos a Pázmány Péter Katolikus Egyetem közösen használja. Földszintjén étterem is működik.

## Képtár

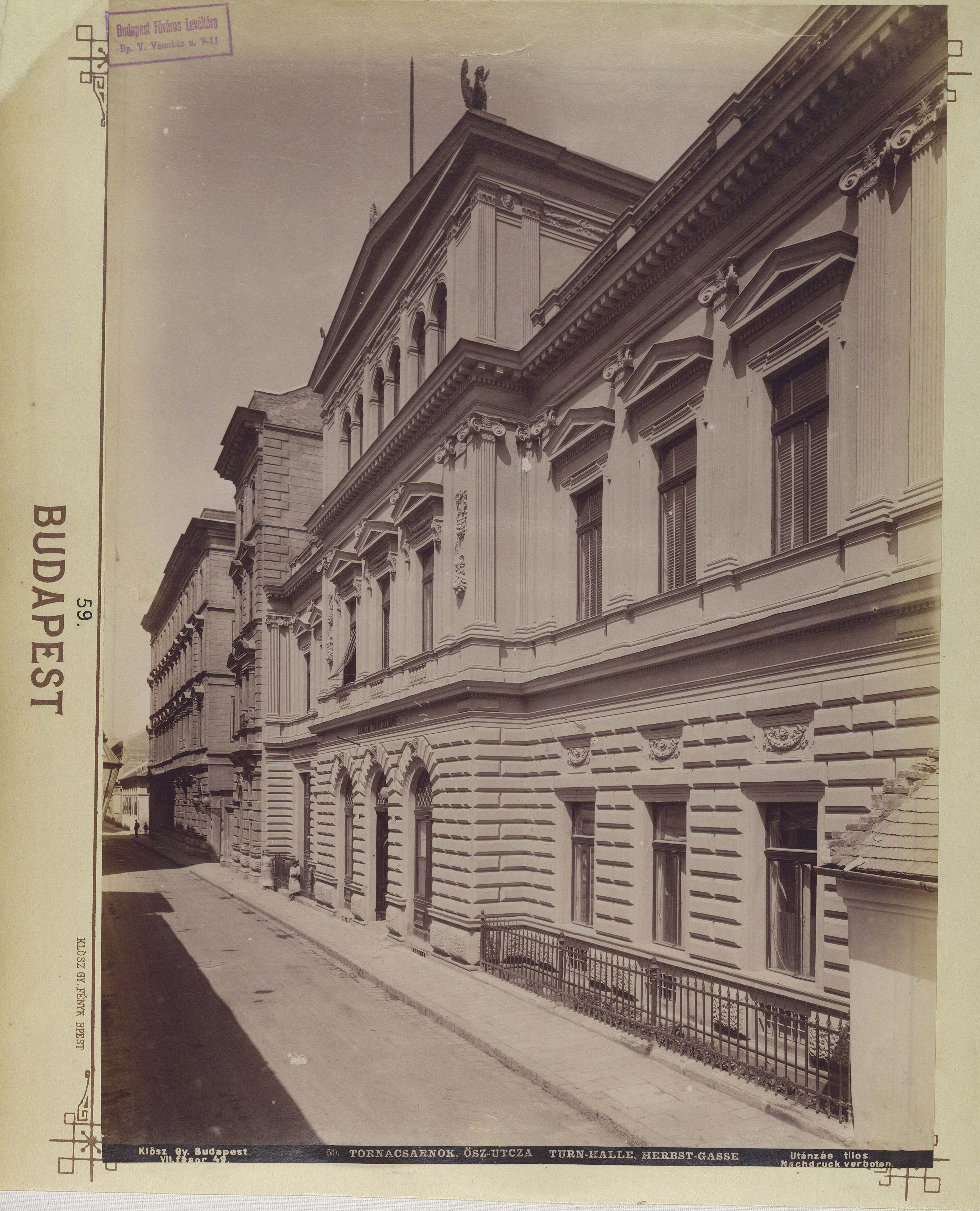
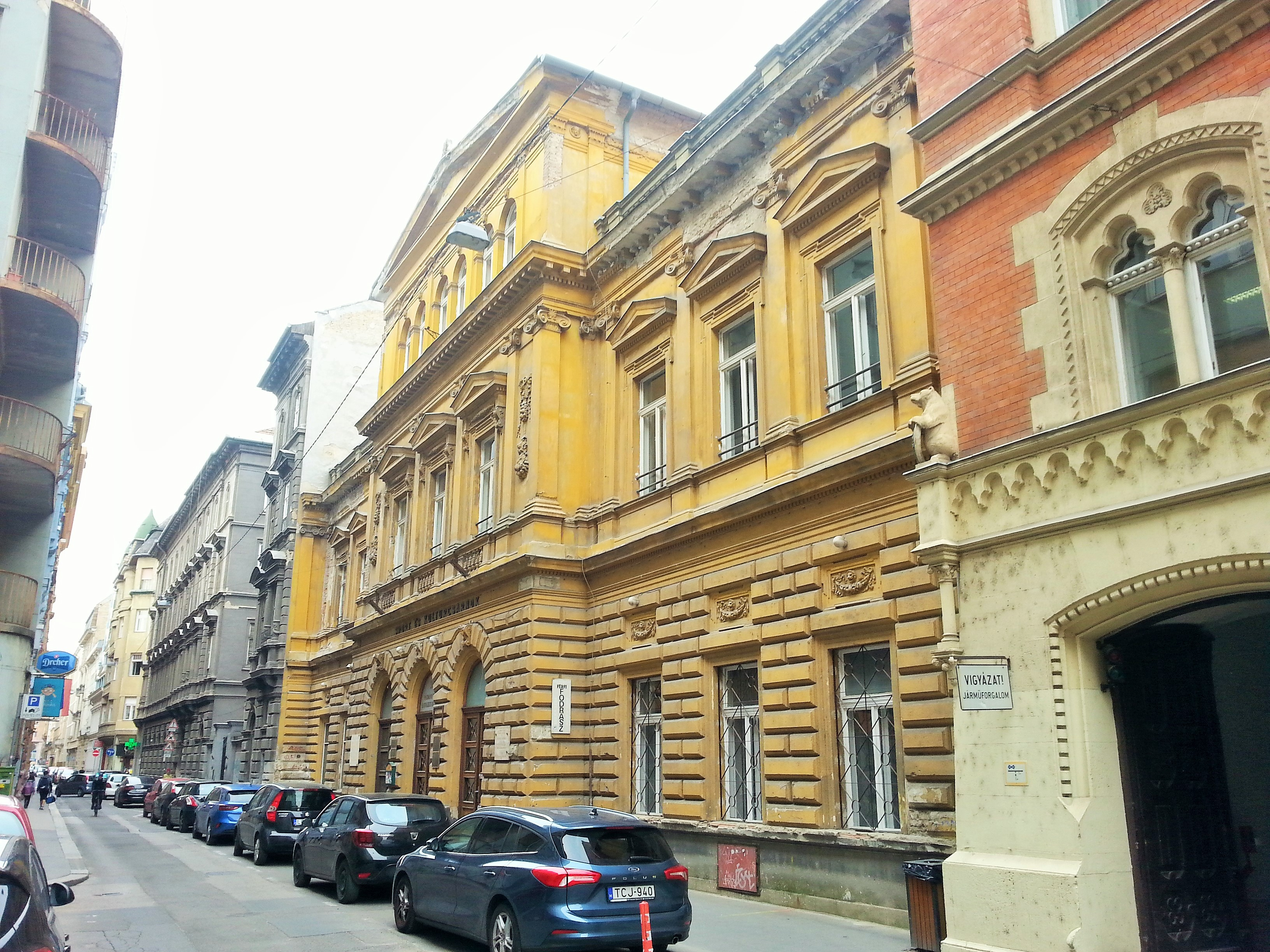
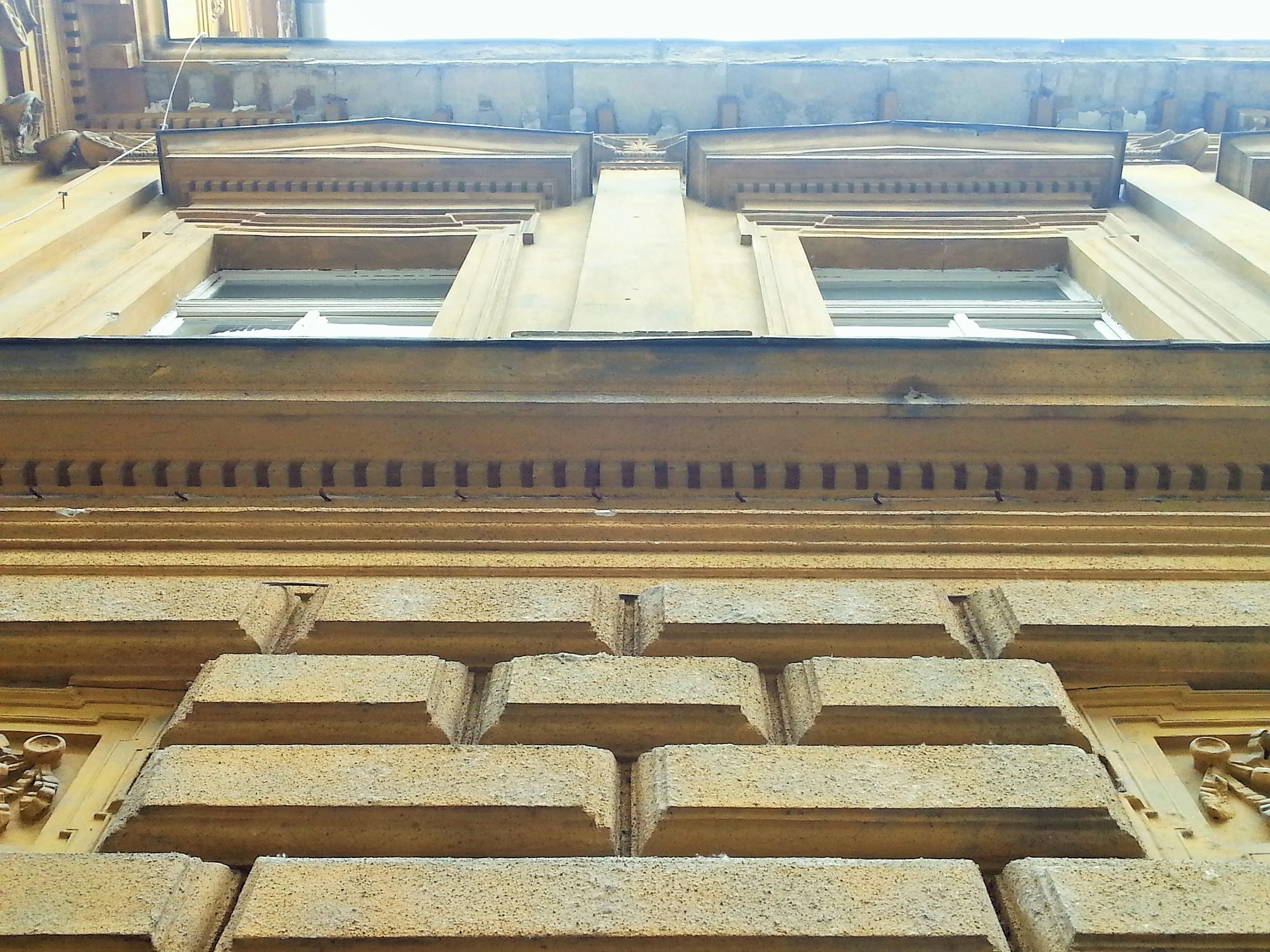
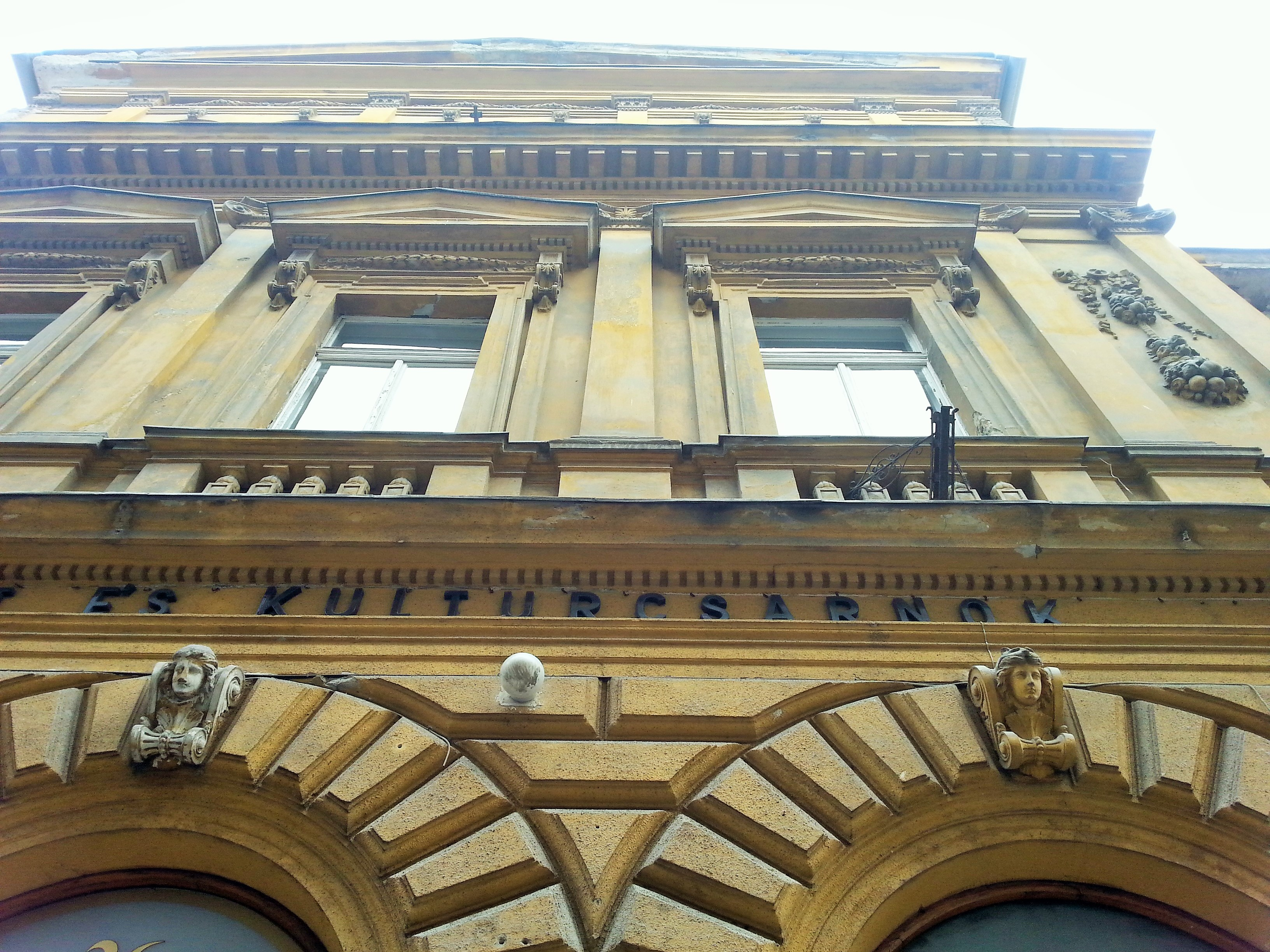
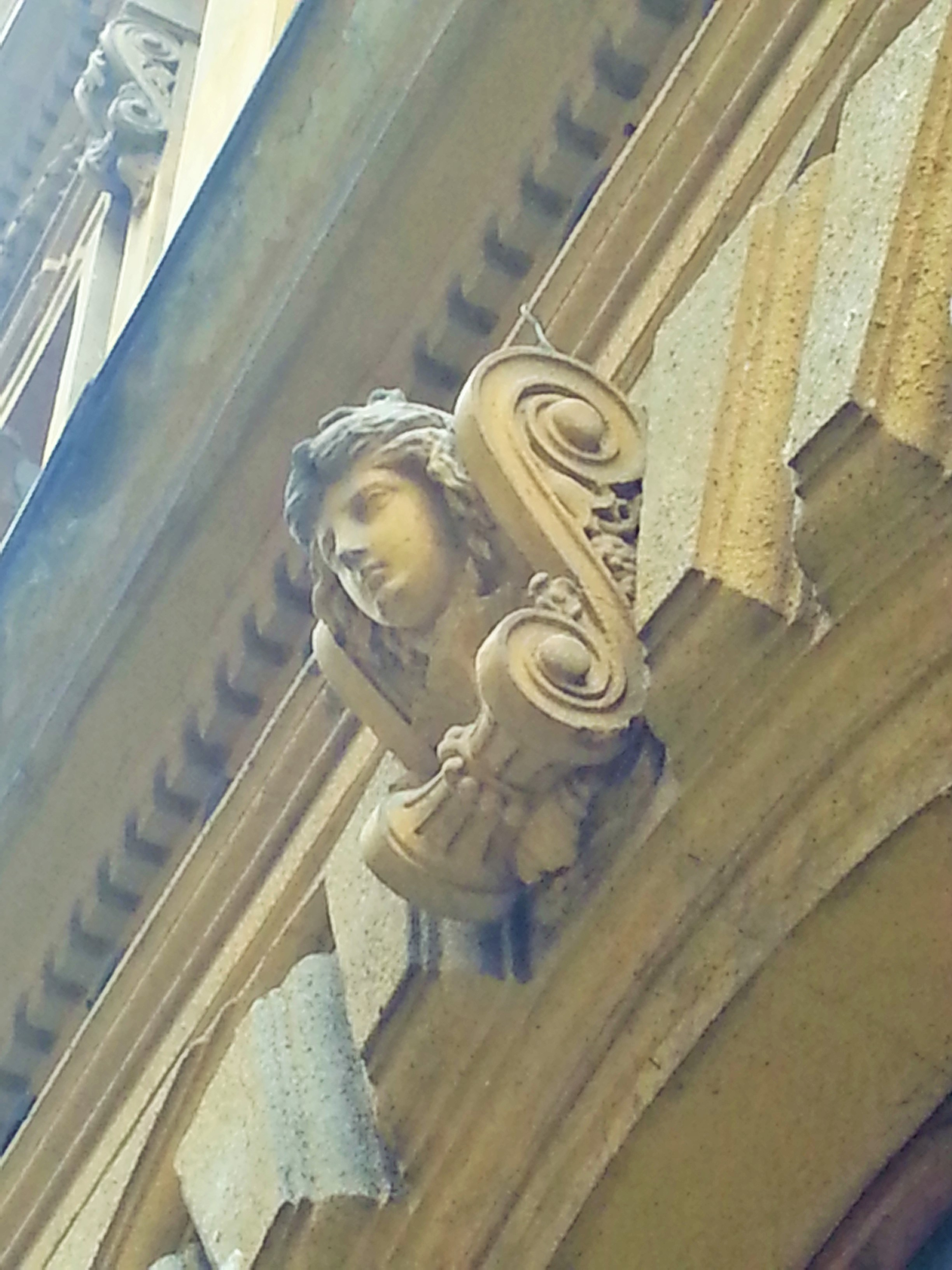
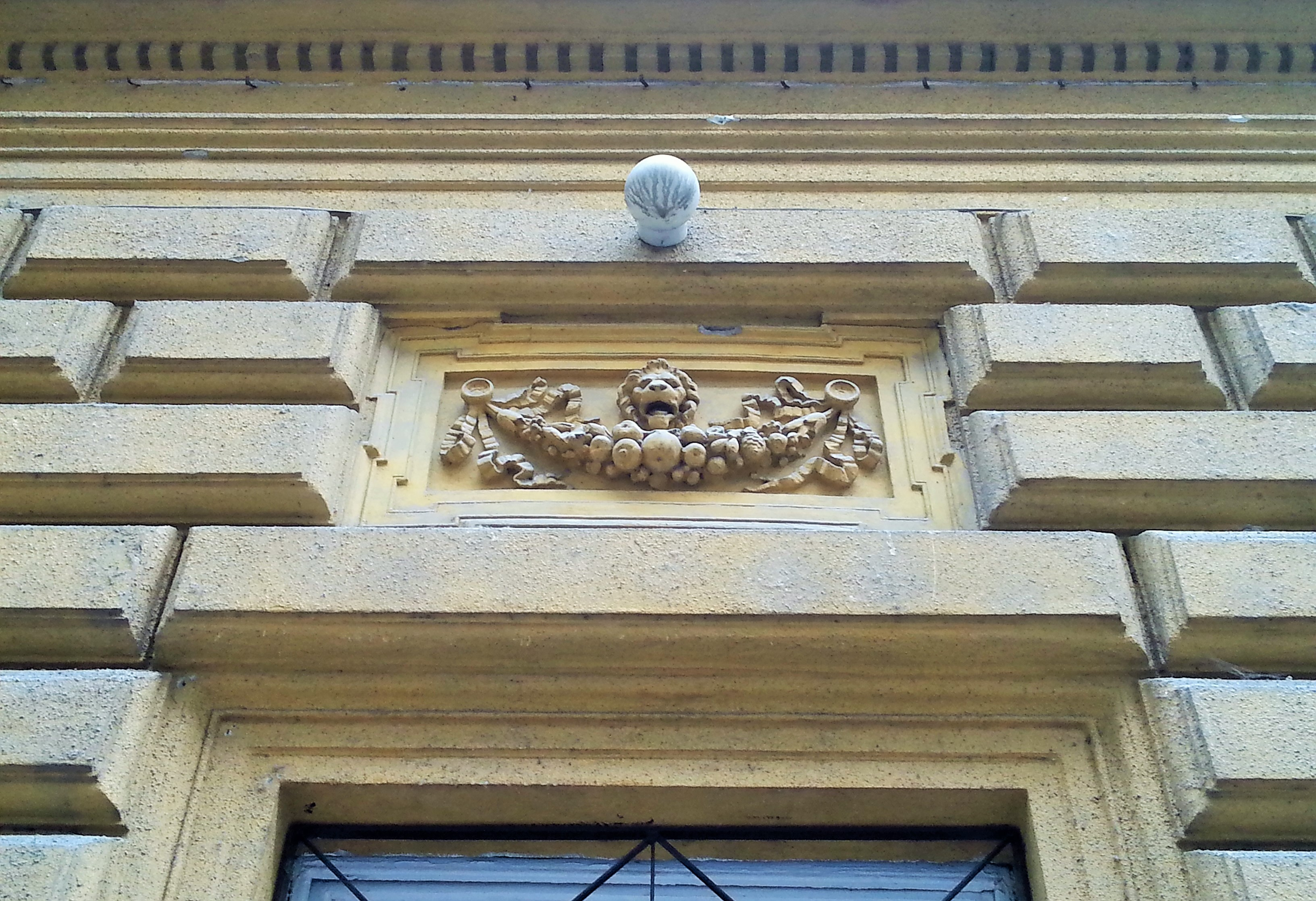

## Lásd még
- Nemzeti Torna Egylet